# Proverbis
|  | Per a altres significats, vegeu «Proverbi». |

El Llibre dels Proverbis (hebreu מִשְׁלֵי, Mishlei) és un llibre bíblic de l'Antic Testament i del Tanakh hebreu. Es classifica entre els Llibres Sapiencials del cristianisme, i entre els Ketuvim o "Escrits" del judaisme. Està compost per extenses col·leccions de màximes o sentències de contingut religiós o moral i s'ubica en la Bíblia entre Salms i Eclesiastés, i en la Bíblia jueva entre els llibres de Job i Rut.

## Nom del llibre
A la Bíblia Hebrea aquest llibre porta el nom de [מִשְׁלֵי [שְׁלֹמֹה o miš'lēj [Šǝlo'mo] (mashal), un mot hebreu que s'aplica a les sentències breus que amb imatges o comparacions configuren una observació útil per la vida pràctica. En el cas dels Proverbis designa generalment dites a través de semblances, comparacions, epigrames, sentències morals, màximes breus, endevinalles, paradoxes o ironies. La paraula es completa amb la indicació del qui és considerat autor principal: "de Salomó, fill de David, rei d'Israel. La Septuaginta la denomina Παροιμίαι [Σαλωμῶντος] (paroimíai), que no és més que la traducció llatina proverbia, adoptat a les principals versions llatines com Liber proverbiorum. Mashal es pot definir senzillament com un ensenyament religiós basat en l'experiència mil·lenària del poble d'Israel a través de figures retòriques.

## Autor i època

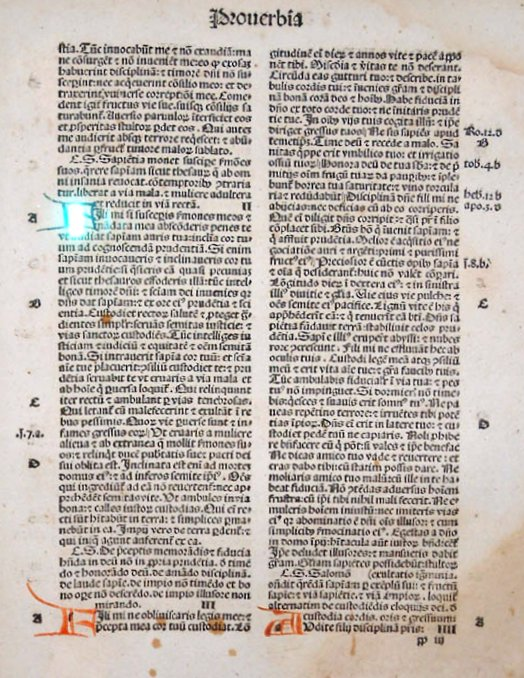
El llibre dels Proverbis en una bíblia del 1497

Els Proverbis indiquen que l'autor és el rei Salomó, paradigma de rei israelita per la seva fama de rei savi. Malgrat això els Proverbis són una obra composta, on s'hi han apreciat diversos autors procedents d'ambients històrics i culturals diversos. Malgrat això, dels versos 10,1 al 22,16, i del 25 al 29 sí que podrien haver estat escrits per Salomó tenint en compte l'ús que s'hi fa de gèneres literaris més arcaics com el dístic, la forma simple dels meshalim o les freqüents al·lusions a una monarquia que està en època d'esplendor permeten datar-los de l'època de Salomó o del gran rei (X-IX aC). Es podria tractar d'una escola d'escribes que col·leccionaren dites antigues des de l'època de David i Salomó, algunes de Salomó mateix.
Més difícil és determinar la formació d'altres parts del text i el procés d'unificació de les parts del text. Es desconeix els autors de les col·leccions III i IV, per exemple, tot i que la seva llengua arcaica, la localització dels personatges i la seva ubicació al llibre fan pensar que ja existien en temps d'Ezequies. Podrien ser savis israelites que van viure fora de la seva pàtria o savis convertits al Déu d'Israel. Els versos 1-9, que sembla que espirin a donar una unitat a tot el text, amb contingut més teológic, se situen al període persa, entre els segles V i IV, quan Israel vivia en pau i serenitat, potser abans de l'aparició d'Esdres (cap al 450 aC). L'elaboració final del llibre, però, fou escrit després de l'exili, no molt després de l'època d'Esdres, però abans de la composició del Siràcide, cap al 190 aC.

## Estructura
En el llibre hi ha idees similars que es repeteixen i temes que es reiteren sense un ordre aparent ni la sistemàtica d'un tractat acadèmic. Probablement la causa d'aquest aparent desordre és un fenomen de confluència de fonts i tradicions que pertanyen a diversos períodes històrics i culturals. A partir dels títols que apareixen al llibre i la menció dels autors, el contingut i la forma literària, es pot estructurar l'obra en nou seccions. Aquestes seccions estan precedies per un pròleg on s'indica que el camí segur per assolir la saviesa és el temor de Déu i una actitud filial i reverencial cap a Déu. El quadre sinòptic inspirat en l'esquema d'H. Lusseau.
| Secció                     | Tema                                          | Forma literària                                                    | Autor     |
| -------------------------- | --------------------------------------------- | ------------------------------------------------------------------ | --------- |
| I:1,8-9,18                 | Invitació a adquirir la saviesa. Fruits       | Estrofes de deu versos                                             | Anònim    |
| II:10,1-22,16              | Regles de conducta                            | Dístics amb hemistiquis amb paral·lelismes antitètics i sinonímics | Salomó    |
| III i IV:22,17-24,22.23-34 | Deures envers els altres. Temperança i peresa | Estrofes de 4 versos amb un paral·lelisme sinonímic                | Els savis |
| V:25-29                    | Màximes diverses                              | Dístics, comparacions, antítesis                                   | Salomó    |
| VI:30,1-14                 | Saviesa divina i petitesa humana              | Estrofes de 4 versos amb paral·lelisme sinonímic                   | Agur      |
| VII:30,15-33               | Meshalim numèrics                             | Paral·lelismes sinonímics i antitètics                             | Anònim    |
| VIII:31,1-9                | Consells als reis                             | Estrofes de quatre versos amb paral·lelisme sinonimic              | Lemuel    |
| IX:31,10-31                | Elogi de la dona ideal                        | Poema alfabètic amb versos en paral·lelisme sintètic               | Anònim    |

### Secció inicial
La primera secció (1,8-9, 19) és molt diferent a les altres i està datada cap als segles VI-V aC. Utilitza l'ús imperatiu i arguments persuasius, així com l'autobiografia. Conté una llarga exhortació amb advertències i amonestacions, dirigida per un pare al seu fill que l'anima a ser savi, explicant-li els fruits i avantatges de ser-ho. Enmig d'aquest ampli discurs patern hi ha tres discursos pronunciats per la saviesa personificada, dirigits a la humanitat en general i als senzills en particular. En el primer d'aquests discursos la saviesa renya l'home insensat perquè si no vol acabar en una ruïna imminent busqui la saviesa. En el segon discurs la saviesa es descriu a si mateixa, mostrant la seva intimitat amb Déu. En el tercer la saviesa i indica que els adversaris de la saviesa són els homes necis i les dones falaces.

### Col·leccions salomòniques
La col·lecció Proverbis de Salomó (10,1) ocupa gairebé una tercera part del llibre (10,1-22,16) amb 375 dites breus independents en forma de dístics, amb una excepció. Hi ha un grup amb paral·lelisme antitètic i un altre amb sinonímic o antitètic. Hi ha diverses antítesis entre el just i l'injust, el savi i el neci, el diligent i l'ociós.
La segona col·lecció salomònica (25-29) és més breu, té 128 proverbis i s'obre amb una indicació sobre l'actuació dels escribes d'Esequies (VIII aC) en l'edició dels proverbis de Salomó. Els versos 25-27 es refereixen a l'amor vers les realitats terrenals com expressió de la saviesa creadora de Déu, i fan una reflexió indicant que a cada acte li segueix un premi o càstig proporcionat. Els capítols 28 i 29 són singulars perquè hi predomina el paral·lelisme antitètic i afronten temàtiques de contingut religiós molt marcat. El fet que el text versi sobre la conducta en la vida social i pública ha estat interpretat com que era una secció utilitzada per a formar prínceps joves i membres de la cort.

### Proverbis dels savis
Entre les dues col·leccions salomòniques hi ha les paraules dels savis (22,17-24,34) que comprenen uns 50 proverbis agrupats en una secció única i que per les seves unitats temàtiques de tipus escolàstic s'acostumen a datar entre els segles V i IV aC. Pel que fa a l'estil, es tracta de composicions poètiques amb estrofes generalment de quatre versos que utilitzen la segona persona del singular, típic d'un discurs directe del mestre al deixeble, on en lloc de l'imperatiu predomina la persuasió i l'argumentació. El text és variat, dona consells sobre la moderació en el menjar, la beguda i el tracte amb dones estrangeres o l'ús de les riqueses.

### Apèndix
Els dos últims capítols contenen quatre composicions atribuïdes a autors diversos que un redactor afegí al final com apèndix. La primera composició són les dites d'Agur (30,1-9), tetràstics amb versos amb paral·lelisme sinonímic. Estableixen un contrast entre la grandesa de Déu i la petitesa de l'home. A la segona composició (30,10-33) hi ha alguns proverbis numèrics que tendeixen a l'enigma per atraure l'atenció amb missatges que tenen a veure en les relacions humanes i socials. La tercera composició (31,1-9) està formada per les Dites de Lemuel, rei de Massà, que li ensenyà la seva mare i està format per tetràstics amb paral·lelismes sinonímics. Són instruccions de formació dels governants i administració de justícia per als qui tenen responsabilitats socials i públiques.
Finalment, la quarta composició (31,10-31) és diferent a les anteriors per la seva estructura, el gènere literari i el tema. És un acròstic alfabètic, amb tants versos com lletres de l'alfabet hebreu. Pel que fa al contingut, el capítol vol establir una relació entre la saviesa i la dona perfecta, que considera que és una encarnació de la vertadera saviesa.